# Черушов, Виктор Афанасьевич
Виктор Афанасьевич Черушов (20 сентября 1935, Безруково, Каменский район, Пензенская область — 18 июля 2017, Пенза) — советский и российский государственный и политический деятель. Председатель Законодательного собрания Пензенской области (2003-2007). Почетный гражданин города Пензы (2005). Почетный гражданин Пензенской области (2011).

## Биография
Родился 20 сентября 1935 года в селе Безруково Каменского района Пензенской области.
В 1954 году окончил Пензенское железнодорожное училище, в 1969 — Всесоюзный заочный институт инженеров железнодорожного транспорта (Москва). В 1994 году прошел обучение в Институте экономики США (Нью-Йорк).
Трудовую деятельность начал в 16 лет на заводе «Пензтекстильмаш» учеником токаря.
В 1956 году был призван в армию, а после окончания службы поступил на работу в вагонное депо станции Пенза-1.
С 1963 по 1968 годы трудился инструктором промышленно-транспортного отдела Железнодорожного РК КПСС г. Пензы.
С 1968 по 1971 гг. — заместитель председателя Железнодорожного райисполкома г. Пензы.
С 1971 по 1972 гг. — начальник Управления коммунального хозяйства Пензенского горисполкома.
С 1972 по 1980 гг. занимал пост первого заместителя председателя Пензенского горисполкома.
В 1980 году был назначен на должность начальника Управления жилищно-коммунального хозяйства Пензенского облисполкома, а в 1988 году — генеральным директором производственного объединения жилищно-коммунального хозяйства Пензенского облисполкома.
В 1991 году исполнял обязанности заместителя председателя Пензенского облисполкома.
В 1991—1993 — заместитель главы Администрации Пензенской области;
С 1993 по 1999 гг. — генеральный директор производственного объединения жилищно-коммунального хозяйства Правительства Пензенской области.
В 1999 году был назначен министром жилищно-коммунального хозяйства Пензенской области.
В 2001—2003 гг. — генеральный директор ОАО «Пензавтодор».
В 1997 году В. А. Черушов был избран депутатом Законодательного Собрания Пензенской области; 14 апреля 2002 году — избран депутатом повторно.
С 2003 по 2007 гг. — председатель Законодательного собрания Пензенской области третьего созыва.
В. А. Черушов ушел из жизни 18 июля 2017 года. Похоронен на Аллее славы Новозападного кладбища г. Пензы.

## Награды
Государственные
- Орден Трудового Красного Знамени (1986);
- Медаль «В ознаменование 100-летия со дня рождения Владимира Ильича Ленина» (1970);
- Медаль «Ветеран труда» (1984);
- Медаль «За заслуги в проведении Всероссийской переписи населения» (2002);
- Медаль «100 лет профсоюзам России» (2005).

Региональные
- Орден «За заслуги перед Пензенской областью» I степени (2015);
- Почётный знак Законодательного Собрания Пензенской области (2015)[3];
- Почётный знак Во славу земли Пензенской.

## Почетные звания
- Почётное звание «Заслуженный работник жилищно-коммунального хозяйства Российской Федерации» (1995);
- Почетный гражданин города Пензы (Решение Пензенской городской Думы № 277-18/4 от 27.12.2005);
- Почетный гражданин Пензенской области (18.02.2011).